# VV Водолея
VV Водолея (лат. VV Aquarii) — одиночная переменная звезда в созвездии Водолея на расстоянии (вычисленном из значения параллакса) приблизительно 20552 световых лет (около 6301 парсека) от Солнца. Видимая звёздная величина звезды — от +14,2m до +11,6m.

## Характеристики
VV Водолея — красная пульсирующая переменная звезда, мирида (M) спектрального класса M. Эффективная температура — около 3398 К.